# Josep Palomer i Alsina

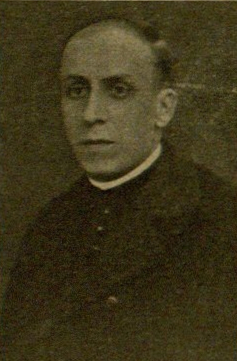
Josep Palomer

José Palomer y Alsina (Arenys de Mar, 1886-1961) fue sacerdote, historiador y escritor español.

## Biografía
Nació en la calle de la Parera de Arenys de Mar. Cursó estudios al Seminario Conciliar de Barcelona. Ordenado sacerdote el 1908, de primero residió en Gerona como familiar del obispo Francisco de Pol y Baralt, después fue vicario de Riudellots, Calella y, finalmente, Arenys de Mar, de donde el 1918 fue designado beneficiado. El 1943, después de pasar un año como cura de los Hermanos Grabielistes de Caldes, volvió a Arenys donde fue cura de las monjas clarisas hasta el 1960. 
Alrededor del 1912 empezó a publicar prosa religiosa y, en la cabeza de pocos años, se inició en las obras de ambiente histórico local, como por ejemplo El aventurero Bernat Pasqual, Anécdotas arenyenques, La familia de Pasqual, En Joan Pau Cantalagrella, entre otros. De hecho, como estudioso, publicó doce libros, entre los cuales hay que destacar Estampas de Poblet (1927), Siluetas de Santas Cruces (1927), La decadencia de Poblet (1929) y Un paje de Maria Antonieta (1917) y un millar de artículos periodísticos. Además pronunció centenares de conferencias. 
Fue nombrado miembro de la Real Academia de la Historia de Madrid (1918), y de la Real Academia de las Buenas Letras de Barcelona (1922). El año 1933 se hizo cargo de la oficina de los Amigos del Arte Viejo, que dependía de la Generalidad de Cataluña, y el año siguiente fue nombrado miembro del Patronato del Archivo Histórico Fidel Fita de Arenys de Mar. De carácter amable y grande conversador, se hizo estimar por todo el mundo. Murió en 1961 en Arenys de Mar dejando una gran cantidad de obras inéditas, entre las cuales hay ensayos biográficos locales y nacionales (unos veinticinco títulos), costumaris populares y, también sus memorias.